# Rasa
Rasa [rása] označuje ljudi s skupnimi značilnimi telesnimi znaki, ki se dedujejo. Najpogostejša delitev ljudi na rase je na podlagi barve kože, ki jo določa količina melanina, včasih po drugih vidnih telesnih značilnostih ali pa le na osnovi dokumentov o prednikih. Delitev na rase po barvi kože pove malo o celotnem genskem zapisu človeka, saj količino melanina ali druge značilnosti rase opredeluje le nekaj genov v dednem zapisu.
Pojem rase politično ni nevtralen, ker se uporablja za neupravičeno razlikovanje med ljudmi (rasizem). V Evropi je zloglasna nacistična rasna teorija, po kateri so ločevali večvredno Arijsko raso in manjvredne rase, ki naj bi jih iztrebili (Judi, Slovani). 
Delitev ljudi po vidnih ali nevidnih »rasnih« razločevalnih znakih (rasizem) je sporna tako s stališča splošnih človekovih pravic, kot tudi zaradi praktičnih razlogov. Koristnih lastnosti človeka, kot na primer inteligenca, moralna integriteta, ni možno določiti po zunanjih znakih, prav tako pa tudi ne obstoji zločinska rasa.
Študije o lastnosti ljudstev temeljijo danes na podrobnih raziskavah celotnega dednega zapisa človeka. Sledenje posameznim dednim lastnostim, zlasti mutacijam posameznih genov omogoča sledenje izvoru, selitvam in mešanju ljudstev. Prevladujoča sedanja teorija izvora in širjenja človeka trdi, da celotna sedanja človeška vrsta Homo sapiens izhaja iz Afrike.
Barva kože pri človeku lahko sega od temno rjave, pa vse do skoraj bele. Načeloma velja, da imajo ženske nekoliko svetlejšo barvo kože kot moški in da imajo ljudje, ki prihajajo iz toplejših predelov Zemlje temnejšo kožo kot tisti, ki prihajajo iz bolj severnih predelov. 
Najpreprostejša je delitev na tri skupine ras, ki se še naprej delijo na številne druge:
- bela (kavkazijska) rasa
- Črna (negroidna) rasa in
- rumena (mongolidna) rasa

Človeške rase se med seboj ločijo tudi po:
- obliki lobanje in njenih razmerjih,
- postavi in telesni zgradbi,
- nadočesni gubi,
- obliki in kakovosti las ter dlak
- učinkovanja nekaterih zdravil,
- krvnem faktorju itd.

Mešanje ras:
- mestici
- mulati
- zambi